# Dick Kinney
Richard Timothy “Dick” Kinney (* 15. Dezember 1916 in Utah; † 24. März 1985 in Glendale (Kalifornien)) war ein Autor von Disney-Trickfilmen und -Comics und der Erfinder der Figur Dussel Duck.
Dick Kinney fing sein Berufsleben, angeregt durch seinen älteren Bruder Jack Kinney (1909–1992), der von 1931 bis 1958 Trickzeichner, Drehbuchautor und Regisseur bei Disney war, als Trickfilmzeichner bei Walter Lantz an. Anfang der 1940er-Jahre wechselte er zu Disney, wo er als Storyman für Trickfilme beschäftigt wurde. Er war an der Entstehung von etwa 40 kürzeren Trickfilmen beteiligt, insbesondere an zahlreichen Goofy-Filmen. Auch seine Beteiligung an mindestens vier Filmen mit Donald Duck in der Hauptrolle ist belegt.
Nachdem Disney die Produktion von Kurzfilmen beendet hatte, ging Kinney zurück zu Walter Lantz und arbeitete später auch für UPA, Hanna-Barbera und Terry Toons. Um den Disney-Figuren weiterhin verbunden zu bleiben, fing er an, Comics zu texten, die zunächst für den Auslandsmarkt gedacht waren, weshalb er auch heute in Europa als Comicautor bekannter ist als in den USA. Dennoch entstanden zwischen 1963 und 1970 zahlreiche Comics, in denen er gemeinsam mit dem Zeichner Al Hubbard Fethry Duck (Dussel Duck) erfand, den trotteligen Vetter von Donald.